# Amboy (Córdova)
Amboy é uma comuna da província de Córdoba, na Argentina.